# زین‌الدین شیرازی

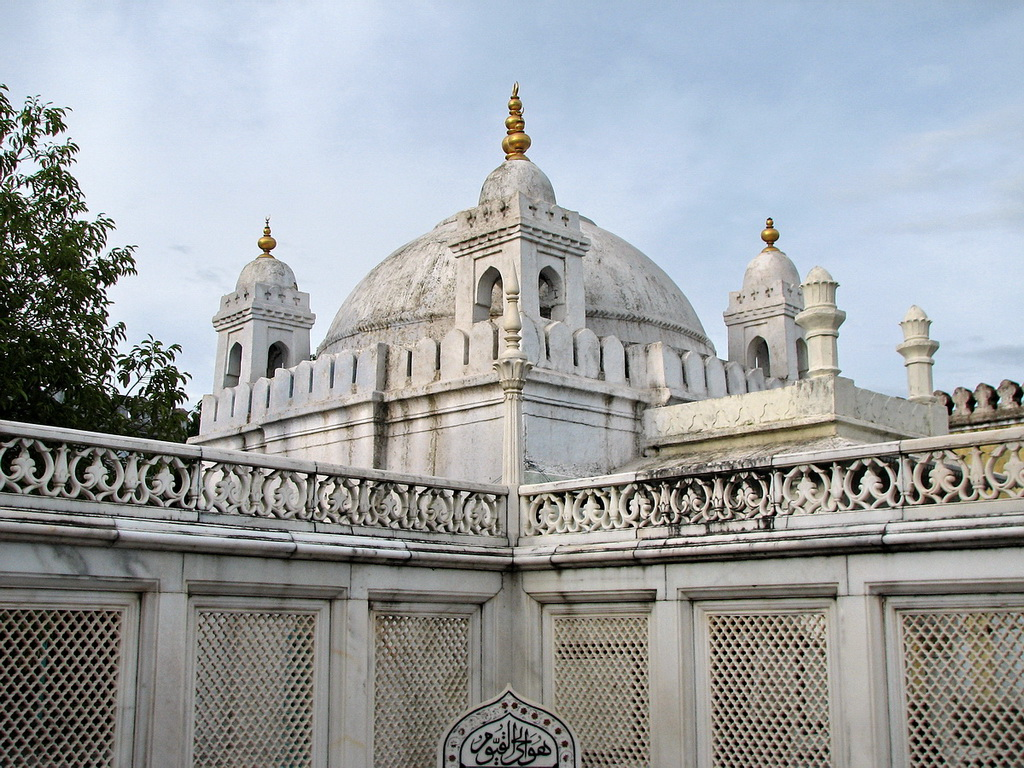
آرامگاه خواجه زین‌الدین شیرازی در خلدآباد

زین‌الدین شیرازی از عرفان اسلامی پیروی مکتب چشتیه بود که در سال ۷۴۱ هجری قمری درگذشت.
آرامگاه وی در خلدآباد هند قرار دارد.